# Усівка (Лубенський район)
У́сівка —  село в Україні, у Пирятинській міській громаді Лубенського району Полтавської області. Населення становить 267 осіб. До 2020 орган місцевого самоврядування — Каплинцівська сільська рада.

## Географія
Село Усівка знаходиться на лівому березі річки Удай, вище по течії на відстані 3,5 км розташоване село Антонівка (Прилуцький район), нижче по течії на відстані 1,5 км розташоване село Каплинці, на протилежному березі — села Леляки та Кейбалівка. Місцевість навколо села сильно заболочена.

## Історія
За переказом назва села походить від прізвища першого поселенця козака Уса, який поселився на острівеці-городищі, розташованого в давнину на річці Кушнарівці. Такі острівці в Київській Русі мали назву Вісь. Його таємницю зможуть прояснити вчені-археологи. 
Село 27 дворів належало до Пирятинської сотні Лубенського полку, заснованого в 1648 р., приєднаного до Миргородського полку в 1649 р. і відновленого гетьманом І.Виговським в 1658 році, а з 1740 року в складі Першої Пирятинської сотні.   За переписом 1764р. уже значиться 185 хат: 72 виборних козаків, 48 підпомічників, 65 панських посполитих та козацьких підсусідків. Село також згадане у податкових реєстрах 1750 – 1756 рр. [Адміністративно-територіальний устрій лівобережної України 50-х рр. 18 ст. – К.: 1990 р., с. 34].З ліквідацією полкового устрою Усівка належала до Харківецької волості Пирятинського повіту, пізніше – до Пирятинського району.
Радянську владу встановлено у січні 1918 року. Діяли комнезам і лікнеп. Комсомольську організацію утворено 1923 р., партійну – 1925 р. Побудовано школу, відкрито сільський клуб.
Під час Голодомору загинуло 135 сільчан. Встановлено пам'ятний знак жертвам Голодомору.
У період німецько – фашистської окупації села (18.09.1941 – 18.09.1943 рр.) гітлерівці розстріляли 23 сільчан, в тому числі керівника підпільного осередку Миколу Нестерця. Понад 100 сільських жителів не повернулося з фронту. В центрі села – братська могила полеглих воїнів і загиблих при обороні села. Встановлено меморіальні плити з іменами воїнів – земляків, полеглих на фронтах війни.
З 1943 р. колгоспи "Комсомолець" і "3-я п'ятирічка" очолювали І.О.Козін, Г.П.Святогор, І.С.Бусло, І.Т.Юрченко, А.Т.Тищенко та Є.О.Михайловський і Павло Нестерець. Після укрупнення 1958 року Усівського колгоспу з Каплинцівським колективним господарством утворився колгосп "40 – річчя Жовтня", а нині усівчани інвестори-пайовики ПАТ "Каплинцівське".
Нині діє бібліотека, сільський клуб, фельдшерсько – акушерський пункт, крамниця. Прокладено дорогу з твердим покриттям. Село газифіковано. Усівка має автобусне сполучення з райцентром. В 2002 році заснована сільська організація Української соціал-демократичної партії. В 2005 році первинний осередок Української Народної Партії і первинна партійна організація Республіканської партії України, а в 2006 році сільська організація Народного Союзу "Наша Україна”.
В с. Усівка житель м. Пирятина Криворот І.А в 2011 році створив аграрно-промислову компанію ТОВ "КАПЛИНЦІВСЬКЕ".
Родини, жінкам яких присвоєно почесне звання "Мати – героїня": Нестерець Віра Степанівна, Нестерець Оксана Павлівна, Чорноус Ольга Миколаївна, Чорноус Олена Михайлівна. 
12 червня 2020 року, відповідно до розпорядження Кабінету Міністрів України № 721-р «Про визначення адміністративних центрів та затвердження територій територіальних громад Полтавської області», село увійшло до складу Пирятинської міської громади.
19 липня 2020 року, в результаті адміністративно - територіальної реформи та ліквідації Питятинського району, село увійшло до складу новоутвореного Лубенського району.

## Населення
Згідно з переписом УРСР 1989 року чисельність наявного населення села становила 344 особи, з яких 141 чоловік та 203 жінки.
За переписом населення України 2001 року в селі мешкало 267 осіб.

### Мова
Розподіл населення за рідною мовою за даними перепису 2001 року:
| Мова       | Відсоток |
| ---------- | -------- |
| українська | 98,50 %  |
| російська  | 1,12 %   |
| вірменська | 0,37 %   |

## Особистості
- Бутич Іван Лукич — український історик-джерелознавець і архівіст. Дійсний член Наукового товариства імені Шевченка (1992).
- Нестерець Павло Петрович — голова колгоспу «Україна» Машівського району Полтавської області. Депутат Верховної Ради УРСР 9-10-го скликань.

## Галерея

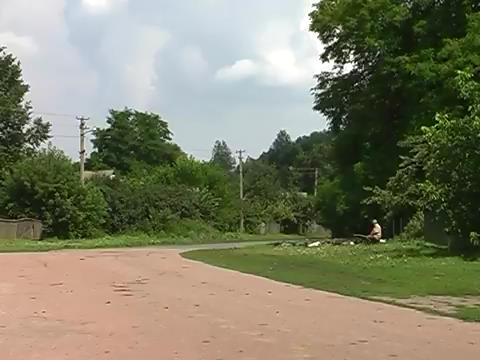
Загальний вигляд села
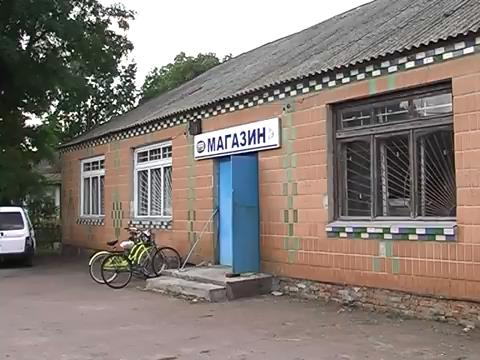
Сільська крамниця
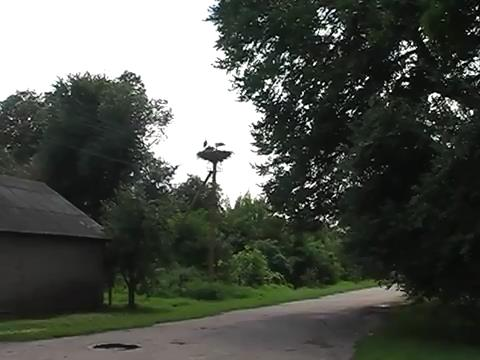
Усівські лелеки